# Utpostane
Die Utpostane (norwegisch für Außenposten) sind eine Gruppe blanker Felsvorsprünge im ostantarktischen Königin-Maud-Land. Sie ragen an der Südseite eines Eisgrates im südlichen Teil der Kraulberge in der Maudheimvidda auf.
Norwegische Wissenschaftler benannten sie nach ihrer Abgelegenheit.